# Црква Светих краљевских мученика (Хуа Хин)
Црква Светих краљевских мученикаједан је од храмова Тајландске епархије Руске православне цркве, који се налази у граду Хуа Хин, провинција Прачујап Кири Кан, у Краљевини Тајланд.

## Положај и статус
Црква Светих краљевских мученика се налази у граду Хуа Хин приморском одмаралиште на Тајланду, на северном делу Малајско полуострво, отприлике 200 км јужно од Банкока. Регија има 85,099 становника и простире се на 101 km², и један је од осам округа провинције Прачујап Кири Кан. Хуа Хин је блиско повезан са тајландском краљевском породицом. Само на 25 км удаљености од Хуа Хина, у провинцији Прачујап Кири Кан налазе се бројне туристичке атракције, између осталог Национални Парк и историјски градови.
Црква Светих краљевских мученика у Хуан Хину (као део Фондација Православна хришћанска црква на Тајланду), као и остале цркве на Тајланду под црквеном је јурисдикцијом православног патријарха московског и целе Русије, као гаранта чистоте православне хришћанске вере.

## Историја
Православље на Тајланду  је хришћанска деноминација која је се јавила у овој земљи у 20. веку. Православље као веру прихватило је око 0,002% становништва земље (хиљаду људи 2010. године), не рачунајући православне вернике који долазе у ову земљу на одмор или службено у њој бораве. Православље у Тајланду пропагира Епархија тајландска, која је под јурисдикцијом Московске патријаршије и која организационо обједињује већину православних хришћана у овој држави.

### Први контакти са православљем
Године 1863. године дошло је до првих контаката између Руса и Сијамаца - морнара два руска брода која су посетили главни град Сијама, Бангкок. У наредним деценијама сијамско тло посећивали су морнари, путници и дипломате из Русије, представници краљевске куће Романових и вође будистичке сангхе источног Сибира.
О прелазу из 19. у 20. век, може се говорити као о периоду у коме је дошло до контактима двеју земаља у области проучавању међусобних културних феномена.
Тадашња Русија је била једна од најјачих сила на свету, а православље је била државна религија у земљи, али Руска православна црква никада себи није дозволила бесцеремонијално, насилно мешање у политички, културни и верски живот Тајланда (Сијама). То је због чињенице да је Русија првобитно формирана као евроазијска мултинационална држава, била програмирана самом стварношћу да признаје и поштује друге културне и верске традиције.
Посебну улогу у развоју руско-сијамских односа одиграла је посета Сијаму наследника - цесаревича Николаја Александровича, будућег цара Николаја II који је у периоду од 1890.до 1891. путовао по земљама Истока. и 19-24. марта 1891. на позив краља Чулалонгкорна (Рама В), посетио Бангкок. Следио је и њихов нови сусрет у Санкт Петербургу 1897. године.
Истовремено, у Санкт Петербургу је постигнут договор о успостављању дипломатских односа између две земље. Током посете, неколико десетина Сијамаца упознало се са историјским и културним знаменитостима Санкт Петербурга и Москве, први пут сазнало о Православљу. Сам краљ Чулалонгкорн, принц-наследник Вачиравуд, други принчеви, министри, чланови краљеве пратње, између осталог, посетили су Саборну цркву Христа Спаситеља, храмове Московског Кремља, гробницу породице Романов у Новоспаски манастир.
У првој половини 20. века, током  „хладног рата“ између две светске суперсиле – СССР-а и САД, Тајланд је дефинитивно био на страни ове друге силе. Рефлексно, после пада комунистичког режима и распада СССР-а, деценијама пропагиран опрез многих земаља пренео се и на нову Русију. Требало је много времена и труда да Тајланђани схвате суштину онога што се догодило у Русији и нову реалност.
Каако православље никада раније није било заступљено на Тајланду (Сијаму)  стога је стварање нове православне заједнице  и појава страног духовника наишла на различите реакције. Власти су прво одбиле државно признање Руске православне цркве на Тајланду као нове верске конфесије.
Након што је новоформирана парохија Светог Николе Руске православне цркве (МП) у Бангкоку поставила малу цркву у помоћној просторији и почела да обавља статутарне службе, поред верника који говоре руски, храм су почели активно да посећују и православни Румуни, који такође нису били задовољни служењем богослужења у католичкој цркви . Од посебног значаја је био долазак у цркву Светог Николе господина Константина Сурескуа, који је у то време био отправник послова Румуније на Тајланду, и његове супруге Корнелије Суреску, дубоко православних и црквених људи. За њима, остали верни Румуни су кренули у Никољданску парохију.
Постепено и тешком муком превазиђена је опрезност тајландских власти према Руској православној цркви, након добрих контакта између Представништва Руске православне цркве и Краљевског дома Тајланда. Касније, захваљујући већем разумевању са тајландским властима, а на основу права приватне својине, постало је могуће изградити прве православе цркве, на Тајланду.
Почетком 2008. године Тајландске власти, имајући у виду вишегодишњу делатност православне заједнице на Тајланду, препознале су је као корисну, у складу са интересима Краљевине, за јачање верских и моралних основа друштва.

### Оснивање парохије
Од 1990-их руски туристи су почели масовно да долазе на Тајланд да се одморе. Као одговор на бројне апеле православних верника, Свети Синод Руске православне цркве је на свом заседању 28. децембра 1999. године донео одлуку да се у Бангкоку отвори парохија Светог Николе. Након регистрације православне заједнице на Тајланду 20. јуна 2008. године као правног лица у формату јавног фонда, постало је могуће стварање православних парохија у другим местима. У основи, појавили су се тамо где је живео или се одмарао велики број грађана земље бившег СССР-а. У основи, то су била одмаралишта: Патаја , Пукет , Кох Самуи. Једно такво одмаралиште био је Хуа Хин, где је дошло до повећања руског присуства крајем 2000-их и почетком 2010-их. Као што је архимандрит Олег (Черепанин) приметио:
Сународници често купују некретнине овде. У Хуа Хину већ постоји руски ресторан, формирана је и сопствена дијаспора. И, наравно, постојала је потреба за православном црквом.
Представник Руске православне цркве у Краљевини Тајланд, архимандрит Олег (Черепанин), 29. јула 2012. године , после недељне Литургије у Храму Светог Николе у Бангкоку, примио је групу православних верника из града Хуа Хина, који су изразили жељу да оснују пуноправну црквену парохију у Хуа Хину и изграде православну цркву у овом одмаралишту. У то време Хуа Хину најближа православна црква била је у Успенском манастируу провинцији Рачабури, 120 километара од Хуа Хина, што је верницима отежавало честе посете храму. Иницијативној групи парохије дат је благослов да се побрине за избор одговарајућег земљишта. Такође је одлучено да се разматрање овог питања настави директно на лицу места током заједничког путовања у Хуа Хин представника Руске православне цркве на Тајланду архимандрита Олега (Черепанина) и председника Комитета Фондације Православне Цркве. на Тајланду свештеник Данијела Ванна.
Архимандрит Олег (Черепанин) је 4-5. априла 2013. године боравио на дводневном радном путу у Хуа Хину, где се састао са парохијанима и прегледао парцеле које се могу купити, а такође се упознао са посебностима грађевинских прописа у овом граду. Тих дана донета је заједничка одлука да се Патријарху Кирилу  Руске православне цркве обрати са иницијативом за изградњу православне цркве у једном од древних летовалишта Тајланда, граду Хуа Хину.
Представништво Руске православне цркве на Тајланду, заједно са Комитетом Фондације Православне цркве на Тајланду, донело је заједничку одлуку о куповини земљишта у Хуа Хину величине 800 m² у власништво Фондације Свете православне цркве на Тајланду, и да на њему по благослову јерархије отпочну изградњу новог православног храма.
Период изградње је одређен за 2013. до 2014. годину. У складу са овом одлуком, свештеник Даниел Ванна, председник Фондације Православне цркве на Тајланду, посетио је Хуа Хин 15. маја 2013. године и склопио уговор о куповини земљишта у власништву Православне цркве на Тајланду.
Када се расправљало о питању међу особљем мисије у чију ће част бити подигнут нови храм, из парохије Пукета поднет је предлог да се храм назове у част Краљевских Страдоноша. Ова одлука је уследила највероватније због следећих чињеница:
- да је цар Николај II  док је још био царевић, посетио  Хуа Хин приликом посете Сијаму током свог источног путовања и тако је постао једини православни светац који је крочио на тло Тајланда.[10]
- да се 2013. године прославља  400. годишњица династије Романов,
- да је Хуа Хин је била летња резиденција краља Тајланда, монарха значајног за народ Тајланда и статус града као краљевске резиденције.[10]

Представник Руске православне цркве на Тајланду архимандрит Олег (Черепанин) подржао је одлуку и 19. маја исте године послао је на одобрење јерархији. Дана  23. јула исте године добијен је патријаршијски благослов за изградњу новог православног храма у Тајланду.

### Грађевински радови
Захваљујући финансијској помоћи филантропа, добротвора и брижних људи, одлучено је да се купи мала парцела у централном делу града (64/172, Тамбон Нонг Кае, Сои 102, Ампое Хуа Хин, Сханг Ват Прачуап Кири Кан). Првобитни нацрт храма састављен је у Русији.
У августу 2013. године, по завршетку изградње храма Вазнесења Господњег на острву Ко Самуи, тим тајландских неимара, који је  изградио овај храм, пребачен је у Хуа Хин да изведе земљишне  и друге радове на будућем храму.
Власти града Хуа Хин су 14. октобра 2013. године, након што су завршиле разматрање пројектне документације, издале званичну дозволу за извођење грађевинских радова на православном храму у граду у име Светих краљевских мученика.
Дана 7. фебруара 2014. године на градилиште је стигао архиепископ Марко (Головков) , шеф Канцеларије Московске Патријаршије за институције у иностранству, који је посетио Тајланд и обавио обред полагања камена темељца за цркву. Руску заједницу у Хуа Хину до тада је чинило око 300 људи.
Од 6. до 9. августа 2014. године, архимандрит Олег (Черепанин) је посетио градилиште, где се упознао са динамиком грађевинских радова, наредио да се ниво тла у области храма подигне за 1,2 м и одобрио одлуку Одбора   Фондацији православне цркве на Тајланду о додатном издвајању од 1.800.000 тајландских бата за извођење ових радова.
Дана 3. септембра 2014. године, протојереј Данило Ванна, председник Одбора Фондације Православне Цркве на Тајланду, посетио је градилиште, где се упознао са током грађевинских и завршних радова, а такође је дао упутства за руковођење изградњом. Тим на уређењу унутрашњости храма и потписао је уговор за климатизацију храма и стамбених просторија.
Архитектонско обележје унутрашњег уређења било је украшавање, краљевским и величанственим обележјима, горњих делова бетонских стубова и храмског намештаја у тајландском стилу.

### Освећење цркве и касније активности
Дана 8. фебруара 2015. године, на дан Новомученика и исповедника Руске Цркве, Архиепископ Пјатигорски и Черкески Теофилакт (Курјанов) , који је стигао у Тајланд, предводио је освећење храма и прву литургију у новоосвећеном храму.   Ова православна црква била је шеста подигнута на тајландском тлу.
Кда се  15. фебруара 2015. у храму појавио настојатељ  јереј Андреј Ивашченко, он је уложио   много труда у формирање парохијске заједнице, формирање дечје парохијске недељне школе и реализацију других иницијативе. Његова супруга Марија постала је прва православна Тајланђанка.
Парохијани храма, супружници Виктор и Ксенија, писали су 2015. године:
Почела је да се организује мала парохија. Отац Андреј је предложио да се створи недељна школа за децу и одрасле. Радо смо га подржали. Сваке недеље врата школе су отворена за све. Отац са децом води часове словенског писања, на којима они марљиво закључују: Аз, Буки, Веди... Са великом пажњом слушају житија светаца и библијске приче. Затим следи час цртања, моделирања и анимације. Школа планира да наставу допуни часовима музике и хорског певања <…> Тренутно имамо мало парохијана. То је због чињенице да овде нема толико стално живих Руса. Већина туриста у Хуа Хину су зимовци који се у пролеће враћају у своје родне крајеве.
У новембру 2016. јереј Андреј Ивашченко је премештен на службу у парохију у граду Чијанг Мај на северу Тајланда, а ректор је постао јеромонах Александар (Вашченко) , који је претходно служио као други свештеник цркве Свих Светих у Патаји.
Дана 6. октобра 2017. године, у складу са одлуком Фондачког одбора Православне цркве на Тајланду, уз помоћ добротвора, отпочела је поправка простора око храма, који је претрпео значајно слегање насипног тла.
У храм су 25. септембра 2018. године из Русије допремљена звона укупне тежине 200 кг, која су излили мајстори ливнице Анисимовске фабрике звона   – предузећа Вера у Вороњежу.  Звона је 25. новембра 2018. године, на крају Божанствене Литургије, освештао јеромонах Александар (Вашченко).

## Опште информације
Врата храма су отворена за све од 8 до 20 часова.
Недељом и празницима служе се вечерња Литургија (17.00) и Света Литургија (09.00).
Настојатељ храма јеромонах Александар (Вашченко) је увек на располагању руском народу, спреман да саслуша, прихвати Исповест, разговара и благослови.
У овом храму, упркос малој заједници, почели су да се одржавају занимљиви годишњи друштвени и црквени састанци и концерти, као и догађаји са учешћем Изванредног амбасадора Руске Федерације у Тајланду.